# Er det da så svært
Er det da så svært er en dansk dokumentarfilm fra 1967 med instruktion og manuskript af Ole Berggreen.

## Handling
Denne artikel mangler et handlingsreferat. Hjælp os med at skrive det.